# 畢力格·達木丁蘇倫
畢力格·達木丁蘇倫（1919年—1992年1月12日）蒙古族，蒙古人民共和国作曲家。

## 生平
達木丁蘇倫被视为蒙古传统音乐的创始人之一。他将传统的民间旋律记入曲谱，形成受欢迎的蒙古歌剧。其代表作品是1935年的《三伤山》。他也是蒙古人民共和国国歌（今为蒙古国国歌）的两位曲作者之一。